# Oborská luka
Oborská luka je přírodní památka ev. č. 2001, západo-jihozápadně od obce Jinolice v okrese Jičín. Většina rozlohy chráněného území se nalézá v katastru vesnice Březka, jedné z místních částí obce Libuň. Správa AOPK Pardubice. Důvodem ochrany jsou vlhké louky v západním až jihozápadním sousedství Oborského rybníka, výskyt chráněných druhů rostlin.
Chráněné území bezprostředně navazuje na rekreační oblast Jinolické rybníky. Předmětem ochrany jsou vlhké květnaté louky s chráněnými a ohroženými druhy rostlin.

## Geologie
Plochá sníženina ve východní části Libuňské brázdy zasahuje na jihu až na svahy Prachovské pahorkatiny v geomorfologickém celku Jičínská pahorkatina. Podkladem jsou jemnozrnné svrchnokřídové sedimenty teplického souvrství (svrchní turon), zejména vápnité jílovce a slínovce, překryté holocenními deluviofluviálními hlinitopísčitými usazeninami a slatinnými rašeliništi.

## Flóra
Vlhké rašelinné louky v záplavovém území Oborského rybníka hostí řadu vzácných druhů rostlin. Zdejší společenstva řadíme ke svazu Caricion davallianae. Rostou zde např. ostřice Davallova (Carex davalliana), ostřice blešní (Carex pulicaris), skřípinka smáčknutá (Blysmus compressus), prstnatec májový (Dactylorhiza majalis), upolín nejvyšší (Trollius altissimus), hadí mord nízký (Scorzonera humilis), hladýš pruský (Laserpitium prutenicum), vrba rozmarýnolistá (Salix rosmarinifolia) a vstavač obecný (Orchis morio) na jedné z posledních lokalit ve východních Čechách.

## Fauna
Žijí zde ještěrka živorodá (Zootoca vivipara) a užovka obojková (Natrix natrix). V keřích růží a hlohu hnízdí ťuhýk obecný (Lanius collurio), v rákosinách rákosník obecný (Acrocephalus scirpaceus), rákosník proužkovaný (Acrocephalus schoenobaenus), strnad rákosní (Emberiza schoeniclus) a další ptáci.
Hojní jsou zde bělásek řeřichový (Anthocharis cardamines) a chráněný otakárek fenyklový (Papilio machaon). Při inventarizačním výzkumu bylo nalezeno 172 druhů brouků.